# 2880 Nihondaira
2880 Nihondaira è un asteroide della fascia principale. Scoperto nel 1983, presenta un'orbita caratterizzata da un semiasse maggiore pari a 2,2035430 UA e da un'eccentricità di 0,1676928, inclinata di 5,73911° rispetto all'eclittica.
Dal 24 luglio al 22 settembre 1983, quando 2906 Caltech ricevette la denominazione ufficiale, è stato l'asteroide denominato con il più alto numero ordinale. Prima della sua denominazione, il primato era di 2864 Soderblom.
L'asteroide è dedicato all'Osservatorio di Nihondaira in Giappone.